# Список троллейбусных систем мира
Настоящая страница содержит список городов мира, в которых есть или был ранее троллейбус как составная часть системы общественного транспорта. Названия городов, в которых троллейбусные системы существуют и работают до сих пор, даны полужирным шрифтом.

## Россия
- Абакан, с 31 декабря 1980.
- Альметьевск, с 13 января 1976.
  - действует пригородный маршрут в посёлок Нижняя Мактама.
- Армавир, с 16 июня 1973.
- Архангельск,
  - 14 января 1974 — 28 сентября 2006;
  - 1 декабря 2007 — 10 апреля 2008.
- Астрахань, 5 ноября 1967 — 30 октября 2017.
- Балаково, с 18 ноября 1967.
- Барнаул, с 19 октября 1973.
- Белгород, 3 декабря 1967 — 1 июля 2022,
  - в 1985 году введена в эксплуатацию пригородная линия Белгород — Майский, соединившая областной центр с административным центром Белгородского района Белгородской области. С 22 июля 2014 движение троллейбусов прекращено, в 2018 году линия демонтирована[1];
  - 1 июля 2022 года троллейбусное движение в Белгороде прекращено[2].
- Березники, с 4 марта 1961
- Благовещенск, 22 августа 1979 — 8 июля 2016
- Братск, с 1 февраля 1975.
- Брянск фото, с 3 декабря 1960.
- Великий Новгород, с 1 декабря 1995. Первая троллейбусная сеть в России, открытая после распада СССР.
- Видное, с 9 сентября 2000.
- Владивосток, с 29 января 1965.
- Владикавказ, 15 февраля 1977 — 8 августа 2010.
- Владимир, с 6 ноября 1952.
- Волгоград фото, с 31 декабря 1960.
- Волгодонск, с 4 октября 1977.
- Вологда, с 30 декабря 1976.
- Воронеж фото, с 6 ноября 1960.
- Грозный, 31 декабря 1975 — декабрь 1994. Система разрушена в первую чеченскую войну.
- Дзержинск, с 15 апреля 1976.
- Екатеринбург, с 17 октября 1943.
- Иваново, с 5 ноября 1962.
  - C 1970 действует пригородный маршрут Иваново — Кохма.
- Ижевск, с 6 ноября 1968.
- Иркутск фото, с 6 ноября 1970.
- Йошкар-Ола, с 5 ноября 1970.
- Казань, с 27 ноября 1948.
- Калининград (Кёнигсберг) фото, с 1975.
  - Первая система: 15 октября 1943 — 27 января 1945, разрушена во время войны, не восстанавливалась
  - Современная система: с 5 ноября 1975
- Калуга, с 30 марта 1956.
- Каменск-Уральский, 6 ноября 1956 — 5 марта 2015.
- Качканар, 11 ноября 1972 — декабрь 1985.
- Кемерово, с 25 сентября 1970.
- Киров, с 8 ноября 1943.
- Ковров, с 10 марта 1975.
- Кострома, с 10 января 1974 по 30 июня 2023.
- Краснодар, с 28 июня 1950.
- Красноярск, с 5 ноября 1959.
- Курган, 24 ноября 1965 — 29 апреля 2015.
- Курск, с 18 августа 1972.
- Ленинск-Кузнецкий, с 11 января 1984.
- Липецк, 1 февраля 1972 — 14 августа 2017.
- Майкоп, с 29 ноября 1974.
- Махачкала, с 3 февраля 1973.
  - C 1 февраля 2017 года действует пригородный маршрут Махачкала — Каспийск.
- Миасс, с 1 февраля 1985.
- Москва фото, 15 ноября 1933 — 25 августа 2020 года, с 4 сентября 2020 года работает один музейный маршрут. Крупнейшая троллейбусная система в мире до 2015 года и крупнейшая в России до 2019 года[источник?].
- Мурманск фото, с 11 февраля 1962. Самая северная троллейбусная система в мире.
- Нальчик, с 22 ноября 1980.
  - Также действует утренний пригородный маршрут Нальчик — Адиюх.
- Нижний Новгород фото, с 27 июня 1947.
- Новокузнецк, с 6 января 1978.
- Новокуйбышевск, с 4 января 1986.
- Новороссийск, с 1 апреля 1969.
- Новосибирск, с 7 ноября 1957.
- Новочебоксарск, с 2 ноября 1979.
- Омск, с 5 ноября 1955.
- Оренбург, с 28 апреля 1953.
- Орёл, с 28 октября 1968.
- Пенза, с 4 ноября 1948.
- Пермь, 5 ноября 1960 — 1 июля 2019
- Петрозаводск фото, с 5 сентября 1961.
- Подольск, с 1 мая 2001.
- Ростов-на-Дону, с 18 марта 1936.
- Рубцовск, с 28 декабря 1973.
- Рыбинск, с 14 декабря 1976.
- Рязань фото, с 13 ноября 1949.
- Самара, с 7 ноября 1942.
- Санкт-Петербург фото, с 21 октября 1936. Движение останавливалось во время блокады. С 2019 года крупнейшая в России, и вторая по величине в мире.
- Саранск, с 29 января 1966.
- Саратов фото, с 6 ноября 1952.
  - С 22 января 1966 по 23 марта 2004 и со 2 июля 2021 действует междугородная линия «Саратов — Энгельс».
- Смоленск, с 8 апреля 1991.
- Ставрополь, с 24 июля 1964.
- Стерлитамак, с 24 февраля 1961.
- Сызрань, 1 сентября 2002 — 1 ноября 2009.
- Таганрог, с 25 декабря 1977.
- Тамбов, с 6 ноября 1955.
- Тверь, 5 мая 1967 — 13 апреля 2020.
- Тольятти, с 21 января 1966.
- Томск фото, с 7 ноября 1967.
- Тула фото, с 3 ноября 1962.
- Тюмень, 12 июня 1970 — 5 октября 2009.
- Ульяновск, с 31 декабря 1973.
- Уфа, с 27 января 1962.
- Хабаровск, с 17 января 1975.
- Химки, с 24 апреля 1997.
  - С 22 сентября 2001 года действует междугородная линия «Химки — Москва».
- Чебоксары, с 7 ноября 1964.
  - С 14 января 2020 года начала работу междугородная линия (маршрут № 100) «Чебоксары — Новочебоксарск», которая временно приостановлена с 1 апреля 2020 года.
- Челябинск фото, с 5 декабря 1942.
- Черкесск, с 19 декабря 1988.
- Черняховск (Инстербург), 27 ноября 1936 — январь 1945, разрушен в ходе войны, не восстанавливался.
- Чита, с 30 декабря 1970.
- Шахты, 30 сентября 1975 — 27 октября 2007.
- Энгельс, с 1964.
- Ярославль, с 7 ноября 1949.

## Европа

### Австрия
- Вена,
  - 14 октября 1908 — 30 октября 1938;
  - 9 октября 1946 — 3 декабря 1958.
- Грац, 1 октября 1941 — 29 июня 1967.
- Зальцбург, с 1 октября 1940.
- Инсбрук,
  - 8 апреля 1944 — 29 февраля 1976;
  - 17 декабря 1988 — 25 февраля 2007.(система была замещена трамваем)
- Капфенберг, 1 июля 1944 — 31 марта 2002.
  - Существовала междугородняя линия в Брук-ан-дер-Мур
- Клагенфурт, 1 августа 1944 — 16 апреля 1963.
- Клостернойбург, 22 мая 1908 — декабрь 1919.
- Леобен, 1 марта 1949 — 13 июля 1973.
- Лисинг, 17 июля 1909—1917.
  - Существовала междугородняя линия в Кальксбург. Оба города ныне — части Вены.
- Линц, с 15 мая 1944.
- Юденбург, 10 декабря 1910—1914.

### Беларусь
- Бобруйск, с 30 августа 1978.
- Брест, с 20 апреля 1981.
- Витебск, с 1 сентября 1978.
- Гомель, с 20 мая 1962.
- Гродно, с 5 ноября 1974.
- Минск фото, с 19 сентября 1952. Первая по числу и длине маршрутов, а также по охвату система в мире.
- Могилёв, с 19 января 1970.

### Бельгия
- Антверпен, 14 августа 1929 — 31 марта 1964.
- Брюссель 18 апреля 1939 — 15 февраля 1964.
- Гент
  - 24 марта 1989 — 9 апреля 2004;
  - 17 октября 2005 — 14 июня 2009.
- Льеж, 31 июня 1930 — 9 ноября 1971.
  - C 15 мая 1936 по 31 августа 1964 действовала междугородняя линия «Льеж — Серен».

### Болгария
- Бургас, с 25 сентября 1989.
- Варна, с 1 января 1986.Троллейбус в Варне
- Велико-Тырново, сентябрь 1988 — 31 марта 2009.
- Враца, с сентября 1988.
- Габрово, 1987 — 22 марта 2013.
- Добрич, 1988 — 1 июля 2014.
- Казанлык, 1987 — 11 января 1999.
- Пазарджик, с 1 июня 1993.
- Перник, июль 1987 — 30 марта 2015.
- Плевен, с июля 1985.
- Пловдив, декабрь 1955 — октябрь 2012
- Русе, с 9 сентября 1988.
- Сливен, с 24 мая 1986.
- София,
  - 14 февраля 1941 — 9 сентября 1944;
  - с 1 мая 1948.
- Стара-Загора, с сентября 1988.
- Хасково, с 1993.

### Босния и Герцеговина
- Сараево,
  - 23 ноября 1984 — апрель 1992;
  - с 27 ноября 1995.

### Великобритания

#### Англия
- Атертон, 3 августа 1930 — 31 августа 1958.
- Бирмингем, 27 ноября 1922 — 30 июня 1951.
- Бурнемут, 13 мая 1933 — 20 апреля 1969.
- Брадфорд, 20 июня 1911 — 26 марта 1972.
- Брайтон,
  - 23 декабря 1913 — 16 сентября 1914;
  - 1 мая 1939 — 30 июня 1961.
- Вульвергемптон, 29 октября 1925 — 5 марта 1967.
- Гаддерсфилд, 4 декабря 1933 — 13 июля 1968.
- Галифакс, 20 июля 1921 — 24 октября 1926.
- Гартлепул, 28 февраля 1924 — 2 апреля 1953.
- Гастингс, 1 апреля 1928 — 31 мая 1959.
- Гримсби, 3 октября 1926 — 4 июня 1960.
- Дарлингтон, 17 января 1926 — 31 июля 1957.
- Дерби, 9 января 1932 — 9 сентября 1967.
- Донкастер,
  - 22 августа 1928 — 14 декабря 1963;
  - 1985—1986.
- Ипсуич, 2 сентября 1923 — 23 августа 1963.
- Йорк, 22 декабря 1920 — 5 января 1935.
- Кейли, 3 мая 1913 — 31 августа 1932.
- Кингстон-апон-Халл, 23 июля 1937 — 31 октября 1964.
- Клиторпс, 18 июля 1937 — 4 июня 1960.
- Лидс, 20 июня 1911 — 26 июля 1928 (проектирование новой системы велось с середины 2000-х, строительство окончательно отменено в 2016[3]).
- Лондон, 16 мая 1931 — 8 мая 1962.
- Маидстоун, 1 мая 1928 — 15 апреля 1967.
- Манчестер, 1 марта 1938 — 30 декабря 1966.
- Мексборо, 31 августа 1915 — 26 марта 1961.
- Мидлсбро, 8 ноября 1919 — 4 апреля 1971.
- Ноттингем, 10 апреля 1927 — 30 июня 1966.
- Ньюкасл-апон-Тайн, 1 октября 1935 — 1 октября 1966.
- Олдхам, 26 августа 1925 — 5 сентября 1926.
- Портсмут, 4 августа 1934 — 27 июля 1963.
- Рамсботтом, 14 августа 1913 — 31 марта 1931.
- Ридинг, 18 июля 1936 — 3 ноября 1968.
- Ротергем, 3 октября 1912 — 2 октября 1965.
- Саинт-Эленс, 11 июля 1927 — 1 июля 1958.
- Саутенд-он-Си, 16 октября 1925 — 28 октября 1954.
- Саут-Шелдс, 12 октября 1936 — 29 апреля 1964.
- Стокпорт, 10 марта 1913 — 11 сентября 1920.
- Уолсал, 22 июня 1931 — 3 октября 1970.
- Уиган, 7 мая 1925 — 30 сентября 1931.
- Честерфилд, 23 мая 1927 — 24 марта 1938.
- Эштон-андер-Лин, 26 августа 1925 — 30 декабря 1966.

#### Уэльс
- Абердер, 14 января 1914 — 1 июля 1925.
- Кардифф, 1 марта 1942 — 11 января 1970.
- Лланелли, 26 декабря 1932 — 8 ноября 1952.
- Понтиприт, 18 сентября 1930 — 31 января 1957.
- Ронта, 22 декабря 1914 — 1 марта 1915.

#### Шотландия
- Глазго, 3 апреля 1949 — 27 мая 1967.
- Данди, 5 сентября 1912 — 13 мая 1914.

#### Северная Ирландия
- Белфаст, 28 марта 1938 — 12 мая 1968.

### Венгрия
- Будапешт,
  - 16 декабря 1933 — 21 сентября 1944;
  - с 21 декабря 1949.
- Дебрецен, со 2 июля 1985.
- Сегед, с 1 мая 1979.

### Германия
- Аахен, 1 февраля 1944 — 3 февраля 1974.
- Аугсбург, 28 октября 1943 — 17 марта 1959.
- Баден-Баден, 26 июня 1949 — 31 июля 1971.
- Берлин,
  - 29 апреля 1882 — 13 июня 1882,
  - 5 декабря 1904 — 4 января 1905,
  - 20 апреля 1912 — 31 июля 1914,
  - 24 декабря 1933 — 1 февраля 1973.
- Билефельд, 27 мая 1944 — 8 ноября 1968.
- Биттерфельд, октябрь 1984 — октябрь 1988.
- Бохум, 18 июня 1949 — 18 октября 1959.
- Бонн, 17 февраля 1951 — 30 июня 1971.
- Бремен,
  - 7 августа 1910 — 19 июня 1916,
  - 1 ноября 1949 — 5 ноября 1961.
- Бремерхафен, 20 ноября 1947 — 30 июня 1958.
- Веймар, 2 февраля 1948 — 3 апреля 1993.
- Вильгельмсхафен, 1 октября 1943 — 30 октября 1960.
- Висбаден, 23 декабря 1948 — 17 ноября 1961.
- Вупперталь, 1 октября 1949 — 27 мая 1972.
- Вурцен, 7 апреля 1905—1929.
- Гамбург, 2 января 1911 — 18 января 1958.
- Ганновер, 6 июня 1937 — 10 мая 1958.
- Гера, 2 ноября 1939 — 14 сентября 1977.
- Гиссен, 18 июня 1941 — 23 декабря 1968.
- Грайц, 21 сентября 1945 — 11 июля 1969.
- Гуммерсбах, 25 ноября 1948 — 30 сентября 1962.
- Дармштадт, 1 марта 1944 — 16 апреля 1963.
- Дёбельн, 1 мая 1905—1914.
- Дортмунд, 29 мая 1942 — 18 июня 1967.
- Дрезден,
  - 24 марта 1903 — 19 марта 1904;
  - 5 ноября 1947 — 28 ноября 1975.
- Дуйсбург, 18 декабря 1954 — 28 мая 1967.
- Зиген, 16 октября 1941 — 5 января 1969.
- Золинген, с 19 июня 1952.
- Идар-Оберштайн, 22 февраля 1932 — 11 мая 1969.
- Кайзерслаутерн, 29 октября 1949 — 30 ноября 1985.
- Кассель, 12 июля 1944 — 28 мая 1962.
- Кёльн, 6 ноября 1950 — 16 марта 1959.
- Кёнигштайн, 10 июля 1901 — сентябрь 1904.
- Киль, 28 мая 1944 — 15 апреля 1964.
- Кобленц, 17 июля 1941 — 30 октября 1970.
- Крефельд, 3 декабря 1949 — 29 мая 1964.
- Ландсхут, 27 ноября 1948 — 22 мая 1966.
- Лангенфельд, 31 мая 1904 — 5 ноября 1908.
- Лейпциг, 28 июня 1938 — 31 мая 1975.
- Леннештадт, 6 февраля 1903 — 6 июня 1916.
- Людвигсбург, 21 декабря 1910 — 1 мая 1923.
- Магдебург, 1 июля 1951 — 31 октября 1970.
- Майнц, 19 мая 1946 — 12 февраля 1967.
- Мангейм, 1930—1931.
- Марбург, 19 мая 1951 — 5 октября 1968.
- Меттман, 26 августа 1930 — 31 декабря 1954.
- Мёнхенгладбах, 18 мая 1952 — 16 июня 1973.
- Минден, 19 декабря 1953 — 20 июля 1965.
- Моерс, 27 октября 1950 — 19 сентября 1968.
- Монгейм-на-Рейне, 31 мая 1904 — 5 ноября 1908.
- Мюнстер, 1 октября 1949 — 26 мая 1968.
- Мюнхен, 28 апреля 1948 — 28 апреля 1966.
- Нойвильд, 1 октября 1949 — 28 февраля 1963.
- Нойнкирхен, 1 августа 1953 — 31 марта 1964.
- Нойс, 28 августа 1948 — 31 декабря 1959.
- Нюрнберг, 15 ноября 1948 — 12 декабря 1962.
- Ольденбург, 26 сентября 1936 — 26 октября 1957.
- Оснабрюк, 2 декабря 1949 — 10 июня 1968.
- Офенбах-на-Майне, 14 июля 1951 — 26 сентября 1972.
- Пирмасенс, 25 ноября 1941 — 12 октября 1967.
- Потсдам, 1 октября 1949 — 2 февраля 1995.
- Пфорцгейм, 29 сентября 1951 — 1 октября 1969.
- Регенсбург, 18 марта 1953 — 17 мая 1963.
- Саарбрюкен, 12 ноября 1948 — 11 мая 1964.
- Трир, 20 января 1940 — 27 мая 1970.
- Ульм, 14 мая 1947 — 23 октября 1963.
- Фёльклинген, 12 ноября 1950 — 4 июня 1967.
- Фленсбург, 9 октября 1943 — 14 сентября 1957.
- Франкфурт-на-Майне, 6 января 1944 — 17 октября 1959.
- Хайльбронн,
  - 16 января 1911—1916;
  - 23 сентября 1951 — 30 декабря 1960.
- Хильдесхайм, 7 августа 1943 — 30 мая 1969.
- Хойерсверда, 6 октября 1989 — 30 декабря 1994.
- Цвикау, 1 декабря 1938 — 30 августа 1977.
- Эберсвальде,
  - 22 марта — июнь 1901;
  - с 3 ноября 1940.
- Эльбенгероде, март 1988 — февраль 1989.
- Эрфурт, 26 февраля 1948 — 7 ноября 1975.
- Эслинген-ам-Неккар, с 1 апреля 1944.
- Эссен,
  - 8 мая 1949 — 23 ноября 1959;
  - 28 мая 1983 — 24 сентября 1995.

### Греция
- Афины, с 14 декабря 1949.

### Дания
- Копенгаген,
  - 1902;
  - 1 февраля 1927 — 17 октября 1971;
  - 2 августа 1993 — октябрь 1998.
- Оденсе, 8 августа 1939 — 19 ноября 1959.

### Ирландия
- Галуэй, 1 апреля 1934 — декабрь 1939.
- Кахирсивен, 1930—1932.
- Лимерик, 1928—1935.
- Уотерфорд, 1927—1934.

### Испания
- Барселона, 7 октября 1941 — 7 октября 1968.
- Бильбао, 20 июня 1940 — 28 октября 1978.
- Валенсия, 18 июля 1951 — 21 мая 1976.
- Кадис, 1951—1975.
- Кастельон-де-ла-Плана,
  - 1962—1969;
  - c 25 июня 2008.
- Ла-Корунья, 26 июля 1948 — 4 января 1979.
- Мадрид, 8 апреля 1950 — 30 апреля 1966.
- Понтеведра, 15 декабря 1943 — 31 августа 1989.
- Сан-Себастьян, 17 июля 1948 — 24 декабря 1973.
- Сантандер, 1951 — 25 февраля 1975.
- Сарагосса, 1950 — 9 октября 1975.
- Таррагона, 2 октября 1952 — 22 января 1973.

### Италия
- Авельино, 16 сентября 1947 — 1 ноября 1973 (строительство новой системы ведётся с конца 2000-х[4]).
- Акила, 19 мая 1909 — 31 марта 1924.
- Альба, 26 сентября 1910 — 12 июля 1919.
- Алессандрия, 1 февраля 1952 — июль 1974.
- Анкона, с 15 марта 1949.
- Анцио, 17 июня 1939 — 22 января 1944.
- Аргеньо, 1 июля 1909 — 21 ноября 1922.
- Асьяго, 1916—1919.
- Бари,
  - 1939—1974;
  - 20 ноября 1978 — 16 декабря 1987.
- Бергамо,
  - декабрь 1921 — 9 марта 1922;
  - 1949—1978.
- Болонья,
  - октябрь 1940—1945;
  - 16 сентября 1955 — 14 июня 1982;
  - с 4 января 1991.
- Брешиа, 1936—1968.
- Венеция, 25 апреля 1933—1968.
- Верона, 1937 — июнь 1981 (начиная с 2008, проектируется новая система[5][6]).
- Виченца, 22 октября 1928 — 12 июня 1970 (начиная с 2010, планируется новая система[7]).
- Генуя,
  - 13 апреля 1938 — 11 июня 1973;
  - 1 июля 1997 — 29 июня 2000;
  - с 13 декабря 2002.
- Десенцано-дель-Гарда, 1920 — 3 марта 1932.
- Иврея, 30 марта 1908 — 31 декабря 1935.
- Кальяри, с 22 декабря 1952.
- Капуа, 1961 — 26 октября 1972.
- Каррара, 5 июня 1955 — 26 декабря 1985.
- Касерта, 1961 — 26 октября 1972.
- Катанья, 4 октября 1949 — 27 апреля 1966.
- Комо, 18 августа 1938 — 7 июня 1978.
- Кремона, 1940 — 31 мая 2002.
- Кунео, 1 августа 1908 — 31 декабря 1957.
- Кьети,
  - 1 августа 1950 — декабрь 1992;
  - 26 сентября 2009 — 1 августа 2011;
  - с 15 апреля 2013.
- Ланцо-д’Интелви, 1912 — 21 ноября 1922.
- Лечче, с 12 января 2012.
- Ливорно, 28 октября 1934 — 22 октября 1973.
- Милан, с 28 октября 1933.
- Модена,
  - 21 января 1950—1996;
  - с 2000
- Неаполь, с 8 мая 1940.
- Павия, 3 февраля 1952—1968.
- Падуя, 21 апреля 1937—1970.
- Палермо, 28 октября 1939 — 1 июля 1966.
- Парма, с 25 октября 1953.
- Перуджа,
  - 28 октября 1943 — 2 ноября 1943;
  - 16 июня 1946—1975.
- Пескара, 1903—1904 (строительство новой системы ведётся с 2009, открытие возможно в 2022[8][9]).
- Пиза, 20 января 1952 — 29 февраля 1968.
- Порто-Сан-Джорджио, 6 февраля 1958 — 31 декабря 1977.
- Римини, с 1 января 1939.
- Рим,
  - 8 января 1937 — 2 июля 1972;
  - с 23 марта 2005.
- Салерно, 7 августа 1937—1987.
- Санремо, с 21 апреля 1942.
- Специя,
  - 12 февраля 1906 — ноябрь 1909;
  - 27 января 1951 — июнь 1985;
  - 26 ноября 1988 — 9 сентября 2012[10].
  - с 20 марта 2014[11]
- Сиена, 24 марта 1907 — 21 октября 1917.
- Тирано,
  - 1915—1916;
  - 1941—1950.
- Трапани, 1952—1967.
- Триест, 30 марта 1935 — 19 апреля 1975.
- Турин, 1931 — 7 июля 1980.
- Фальконара, 15 марта 1949—1972.
- Феррара, 28 октября 1938 — 25 февраля 1975.
- Флоренция, 11 ноября 1937 — 1 июля 1973.
- Чивитанова, 25 марта 1956—1974.
- Шатильон, 1920—1925.
- Эдоло, 1915—1918.
- Энего, 1915—1918.

### Латвия
- Рига, с 6 ноября 1947.

### Литва
- Вильнюс, с 27 ноября 1956.
- Каунас, с 31 декабря 1965.

### Молдова
- Бельцы, с 21 июня 1972.
- Кишинёв, с 12 октября 1949.
- Солончены, 1 мая 1992 — 3 января 1994.

#### Приднестровье
- Тирасполь, с 1 ноября 1967.
  - С 19 июня 1993 действует междугородняя линия «Тирасполь — Бендеры»
- Бендеры, с 19 июня 1993.

### Нидерланды
- Амстердам (планируется[12])
- Арнем, с 5 сентября 1949.
- Гронинген, 27 июня 1927 — 9 ноября 1965.
- Неймеген, 9 июля 1952 — 29 марта 1969.
- Роттердам, 1943—1944 (опытная линия).

### Норвегия
- Берген, с 24 февраля 1950.
- Драммен, 15 декабря 1909 — 10 июня 1967.
- Осло, 15 декабря 1940 — 15 февраля 1968.
- Ставангер, 26 октября 1947 — 12 января 1963 (начиная с 2015, планируется новая система, открытие возможно в 2021[13]).

### Польша
- Валбжих, 27 октября 1944 — 30 июня 1973.
- Варшава,
  - 1 июня 1946 — 30 июня 1973;
  - 1 июня 1983 — 31 августа 1995.
- Вроцлав, 16 марта 1912—1914.
- Гдыня, с 18 сентября 1943.
- Гожув-Велькопольски, июль 1943 — 30 января 1945.
- Дембица, 12 ноября 1988 — октябрь 1990.
- Легница,
  - 10 ноября 1943 — январь 1945;
  - 15 сентября 1949—1953.
- Люблин, с 21 июля 1953.
- Ольштын, 1 сентября 1939 — 31 июля 1973.
- Познань, 12 февраля 1930 — 28 марта 1970.
- Слупск, 22 июля 1985 — 17 сентября 1999.
- Тыхы, с 1 октября 1982.

### Португалия
- Брага, 28 мая 1963 — 10 сентября 1979.
- Коимбра,
  - 16 августа 1947 — 15 января 2017;
  - с 1 июля 2018.
- Порту, 1 января 1959 — 27 декабря 1997.

### Румыния
- Бая-Маре, с 16 февраля 1996.
- Брашов, с 1 мая 1959.
- Брэила, 23 августа 1989—1999.
- Бухарест, с 10 ноября 1949.
- Васлуй,
  - 1 мая 1994 — 7 июля 2009;
  - с 13 июня 2016[14].
- Галац, с 23 августа 1989.
- Клуж-Напока, с 7 ноября 1959.
- Констанца, 5 июля 1959 — 3 декабря 2010.
- Крайова, 9 мая 1943 — октябрь 1944 (в 1942 были доставлены 7 троллейбусов из Одессы, в 1944 возвращены).
- Медиаш, с 23 августа 1989.
- Плоешти, с 1 сентября 1997.
- Пьятра-Нямц,
  - 22 декабря 1995 — 31 марта 2017;
  - 25 апреля 2017[15] — 20 сентября 2019.
- Сату-Маре, 15 ноября 1994—2005.
- Сибиу,
  - 3 августа 1904 — 18 октября 1904;
  - 17 августа 1983 — 15 ноября 2009
- Слатина, 30 мая 1996 — 1 января 2006.
- Сучава, 15 августа 1987 — 3 апреля 2006.
- Тимишоара, с 15 ноября 1942.
- Тырговиште, 4 января 1995 — 1 сентября 2005.
- Тыргу-Жиу, с 20 июня 1995.
- Яссы, 1 мая 1985 — 3 марта 2006.

### Сербия
- Белград, с 22 июня 1947.

### Словакия
- Банска-Бистрица,
  - 24 августа 1989 — 31 декабря 2005;
  - c 9 ноября 2007.
- Братислава,
  - 19 июля 1909—1915;
  - с 31 июля 1941.
- Жилина, с 17 ноября 1994.
- Кошице, 27 сентября 1993 — 30 января 2015.
- Попрад, 2 августа 1904—1907.
- Прешов, с 13 мая 1962.

### Словения
- Любляна, 1954 — 4 сентября 1971.
- Пиран, 24 октября 1909 — 19 июля 1913.

### Украина
- Алмазная (часть сети трамвайно-троллейбусного управления города Стаханов), март 1992 — 11 сентября 2008.
- Алчевск, 26 сентября 1954 — 17 июля 2022.
  - С 1962 по 2008 действовала междугородняя линия Алчевск — Перевальск
- Антрацит, 27 сентября 1987 — июль 2017[16]
- Бахмут, 29 апреля 1968 — 1 июля 2022. Движение останавливалось с 7 по 30 апреля 2022.
- Белая Церковь, с 23 июня 1980. Движение останавливалось с 1 по 12 октября 2010 и с 14 декабря 2022 по 18 февраля 2023.
- Винница, с 20 февраля 1964.
- Горловка, с 6 ноября 1974. Движение останавливалось с 22 июля по 4 октября 2014.
- Днепр, с 7 ноября 1947.
- Доброполье, 23 августа 1968 — 15 марта 2011. Движение останавливалось с января 2008 по апрель 2009.
- Донецк фото, c 31 декабря 1939 года.
  - До лета 1992 действовала междугородняя линия Донецк — Макеевка.
- Житомир, с 1 мая 1962.
- Запорожье, с 22 декабря 1949.
- Ивано-Франковск, с 31 декабря 1983.
- Киев фото, с 5 ноября 1935. Крупнейшая по длине контактной сети троллейбусная система в мире (с 2015 года). Движение останавливалось во время немецкой оккупации и первых месяцев после освобождения города от немецко-фашистских захватчиков (с 19 сентября 1941 по 4 ноября 1944 года), а также с 23 декабря 2022 по 17 февраля 2023 из-за проблем с электричеством, вызванных российскими ударами по объектам энергосистемы.
- Краматорск, с 18 ноября 1971. Движение останавливалось с 3 по 28 мая 2014.
- Краснодон, 30 декабря 1987 — 1 июня 2023.
  - Также действовала междугородняя линия Краснодон — Молодогвардейск.
- Кременчуг, с 6 ноября 1966.
- Кривой Рог, с 21 декабря 1957.
- Кропивницкий, с 4 ноября 1967.
- Лисичанск, 7 марта 1972 — 25 февраля 2022. Движение останавливалось с 22 июля по 9 августа и с 17 по 22 сентября 2014 года.
- Луганск, с 25 января 1962 — 19 июля 2022. Движение останавливалось с 15 июля 2014 по 11 апреля 2015.
- Луцк, с 8 апреля 1972.
- Львов, с 27 ноября 1952.
- Макеевка, с 13 ноября 1969. Движение останавливалось с 26 августа по 3 сентября 2014.
- Мариуполь, с 21 апреля 1970. Движение останавливалось со 2 марта по 23 ноября 2022.
- Николаев, с 29 октября 1967.Движение останавливалось 27, 28 февраля и 1 марта 2022.
- Одесса, с 5 ноября 1945.
- Полтава, с 14 сентября 1962.
- Ровно, с 24 декабря 1974.
- Северодонецк, 1 января 1978 — 27 февраля 2022.
- Славянск, с 4 сентября 1976. Движение останавливалось с 2 мая 2014 по 22 мая 2014, с 26 мая по 31 июля 2014 и 13 по 16 марта 2022 года.
- Стаханов,
  - 1 марта 1970 — 11 сентября 2008;
  - 15 июля 2010 — 11 сентября 2010.
  - Также действовала междугородняя линия Стаханов — Алмазная.
- Сумы, с 25 августа 1967. Движение останавливалось с 4 по 28 марта 2022
- Тернополь, с 24 декабря 1975.
- Торецк, 26 апреля 1985 — 15 мая 2007.
- Углегорск, 8 июля 1982 — 12 августа 2014.
- Харцызск, с 4 февраля 1982. Движение останавливалось с 27 августа по 7 сентября 2014.
- Харьков, с 5 мая 1939. Движение останавливалось с 27 февраля по 16 мая 2022 года.
- Херсон, с 10 июня 1960. Движение останавливалось с 9 ноября 2022 по 10 апреля 2023.
- Хмельницкий, с 25 декабря 1970.
- Черкассы, с 9 ноября 1965.
- Чернигов, с 4 ноября 1964. Движение останавливалось с 24 февраля по 1 июня 2022 года.
- Черновцы, с 1 февраля 1939.
- Крым[17]

- - Керчь, с 18 сентября 2004.
  - Севастополь, с 7 октября 1950.
  - Симферополь, с 7 октября 1959.
    - С 6 ноября 1959 (участок Алушта-Ялта открыт в июле 1961) действует самая длинная в мире междугородняя троллейбусная линия Симферополь — Алушта — Ялта.
    - Алушта, городской троллейбус с 1993.
    - Ялта, городской с 1 мая 1961.

### Финляндия
- Тампере, 8 декабря 1948 — 15 мая 1976.
- Хельсинки,
  - 5 февраля 1949 — 14 июня 1974;
  - 17 апреля 1979 — 30 октября 1985.
  - (Планируется к восстановлению, сроки реализации, неизвестны)

### Франция
- Амьен, 1946 — февраль 1963.
- Бельфор, 4 июля 1952 — 1 августа 1972.
- Бетюн, 1898—1904.
- Бордо, май 1940—1954.
- Брест, 29 июля 1947—1970.
- Гавр, 1 августа 1947 — 28 декабря 1970.
- Гренобль, 29 июля 1947 — 24 июня 1999.(замещена трамваем)
- Дижон, 7 января 1950 — 30 марта 1966.
- Ле-Ман, 13 ноября 1947—1969.
- Лер, 1910—1965.
- Лимож, с 14 июля 1943.
- Лион,
  - 1901 — 10 сентября 1907;
  - с 4 сентября 1935.
- Марсель,
  - 13 июня 1903 — 1 сентября 1905;
  - 19 сентября 1927 — 25 июня 2004.(замещена трамваем)
- Мец, 14 сентября 1947 — 30 апреля 1966.
- Модан, 20 августа 1923 — июнь 1940.
- Монтобан, январь 1903—1904.
- Моутье, 15 апреля 1930 — март 1965.
- Мюлуз,
  - 9 октября 1908 — 14 июля 1918;
  - 5 июля 1946—1968.
- Нанси,
  - 27 сентября 1982 — 29 июня 1999;
  - с 5 апреля 2025.
- Ним, 10 июля 1924 — 31 декабря 1927.
- Ницца, 30 апреля 1942 — 12 сентября 1970.
- Париж,
  - 1912—1914;
  - 7 апреля 1925 — 8 июля 1935;
  - 8 января 1943 — 31 марта 1966.
- Перпиньон, 21 сентября 1952 — июнь 1968.
- Пуатье, 9 августа 1943 — 3 марта 1965.
- Руан, 22 января 1933 — 26 июня 1970.
- Сент-Мало, 10 июля 1948 — 30 сентября 1959.
- Сент-Этьен, с 1 января 1942.
- Страсбург, 27 мая 1939 — 31 марта 1962.
- Тулон, 17 мая 1949 — 19 февраля 1973.
- Тур, 5 октября 1947 — 29 июня 1968.
- Фонтенбло, 15 июля 1901—1913.
- Форбах, 19 мая 1951 — 1 ноября 1969.
- Шамбери, 6 октября 1930 — июнь 1940.
- Шарбоньер-ле-Бейн, 1901 — 10 сентября 1907.

### Хорватия
- Риека, август 1952—1971.
- Сплит, 1944—1972.

### Чехия
- Брно, с 30 июля 1949.
- Градец-Кралове, со 2 мая 1949.Троллейбус Škoda-15Tr в Градец-Кралове
- Дечин, 6 января 1950 — 14 декабря 1973.
- Злин, с 27 января 1944.
- Йиглава, с 19 декабря 1948.
- Йирков, с 29 мая 1995
- Литвинов, 6 декабря 1946 — 31 января 1959.
- Марианске-Лазне, с 27 апреля 1952.
- Мост, 6 декабря 1946 — 31 января 1959.
- Опава, с 24 августа 1952.
- Острава, с 9 мая 1952.
- Остров-над-Огржи, 1963 — 28 июля 2004 (технологическая линия для обкатки новых троллейбусов).
- Отроковице, 19хх — 19хх
- Пардубице, с 21 января 1952.
- Пльзень, с 9 апреля 1941.
- Прага,
  - 28 августа 1936 — 16 октября 1972.
  - с 15 октября 2017.
- Теплице, с 1 мая 1952.
- Усти-над-Лабем, с 1 июля 1988.
- Хомутов, с 29 мая 1995.
- Ческе-Будеёвице,
  - 4 октября 1909—1914;
  - 28 октября 1948 — 24 сентября 1971;
  - с 1 мая 1991.
- Ческе-Веленице, 16 июля 1907 — 14 июля 1916.

### Швейцария
- Альтштаттен, 8 сентября 1940 — 21 мая 1977.(примечательно то что у этой системы было напряжение 1000 вольт)
- Базель, 31 июля 1941 — 30 июня 2008.(замещена трамваем)
- Берн, с 29 октября 1940.
- Биль, с 19 октября 1940.
- Вильнёв, 17 декабря 1900—1903. С 18 апреля 1957 функционирует как часть системы Монтрё.
- Винтертур, с 28 декабря 1938.
- Женева, с 11 сентября 1942.
- Ле-Хот-Женевье, 1 сентября 1948 — 14 апреля 1984.
- Лозанна, со 2 октября 1932.
- Лугано, 25 апреля 1954 — 30 июня 2001.(имелось необычное напряжение 1000 вольт)
- Люцерн, с 7 декабря 1941.
- Монтрё, с 18 апреля 1957.
- Мюлеберг, 1918—1922.
- Нёвшатель, с 16 февраля 1940.
- Санкт-Галлен, с 18 июля 1950.
- Тун, 19 августа 1952 — 13 марта 1982.
- Фрибур,
  - 4 января 1912 — 21 мая 1932;
  - с 1 февраля 1949.
- Цюрих, с 27 мая 1939.
- Шаффхаузен, с 24 сентября 1966.
- Шо-де-Фон, 23 декабря 1949 — 20 мая 2014.(временно приостановлен)

### Швеция
- Гётеборг, 2 октября 1940 — 14 ноября 1964.
- Вестерос, 11 ноября 1938—1948.
- Ландскруна, с 27 сентября 2003.
- Стокгольм, 20 января 1941 — 30 августа 1964.

### Эстония
- Таллин, с 6 июля 1965. Временно не работает с 1 ноября 2024.

## Азия

### Азербайджан[18]
- Баку, 5 декабря 1941 — 30 июня 2006.
- Гянджа, 1 мая 1955 — октябрь 2004.
- Мингечаур, 15 апреля 1989 — апрель 2006.
- Нахичевань, 3 ноября 1986 — апрель 2004.
- Сумгаит,
  - 28 апреля 1961 — апрель 1999;
  - 2000 — 31 декабря 2005.

### Армения[18]
- Гюмри, 29 ноября 1962—2005.
- Ереван, с 16 августа 1949.

### Афганистан
- Кабул, 9 февраля 1979—1993.

### Вьетнам
- Ханой, 15 декабря 1986 — 15 июля 1993.

### Грузия[18]
- Батуми, 6 ноября 1978—2005.
- Гори, 30 апреля 1972 — 24 марта 2010.
- Зугдиди,
  - 25 февраля 1986—1992;
  - 1995 — июль 2009.
- Кутаиси,
  - 11 сентября 1949 — 14 января 2007;
  - ноябрь 2007 — 25 июля 2009.
- Озургети, 29 ноября 1980 — июнь 2006.
- Поти,
  - 9 мая 1981—1992;
  - 1995 — декабрь 2004.
- Рустави,
  - 6 февраля 1971—2000;
  - 2000 — 24 сентября 2009.
- Самтредиа, 28 августа 1982—2000.
- Тбилиси, 21 апреля 1937 — 4 декабря 2006.Троллейбус в Тбилиси
- Чиатура, 7 ноября 1967—2008.
  - С 1969 по 2008 действовала междугородняя линия «Чиатура — Сачхере».

#### Абхазия
- Сухум,
  - 3 января 1968 — август 1992;
  - с 1995.

#### Южная Осетия
- Цхинвал, 25 июня 1982 — 11(?) декабря 1990.

### Индия
- Дели, 1935—1962.
- Калькутта, 1 января 1977—1982.
- Мумбай, 11 июня 1962 — 24 марта 1971.

### Иран
- Тегеран;
  - 14 сентября 1992 — декабрь 2013,
  - 21 марта 2016—2025.

### Казахстан[19]
- Актобе;
  - 11 августа 1982 — февраль 2013,
  - 12 июня 2013[источник не указан 3158 дней] — август (?) 2013.
- Алма-Ата, с 20 апреля 1944.
- Астана, 18 января 1983 — 1 октября 2008.
- Атырау, 4 сентября 1996 — 29 апреля 1999.
- Караганда, 30 мая 1967 — 20 апреля 2010.
- Костанай, 2 января 1990—2005.
- Новая Бухтарма, 1 января 1975—1980.
- Петропавловск, 25 декабря 1971 — 1 июня 2014.
- Тараз, 10 апреля 1980 — декабрь 2013.
- Шымкент, 11 января 1969 — 1 октября 2005.

### Кыргызстан
- Бишкек, 13 января 1951 — 4 ноября 2024.
- Нарын, 13 декабря 1994 — 4 марта 2025.
- Ош, с 1 ноября 1977.

### Китай
- Аншань, 1 января 1975 — 1 июля 2000.
- Баодин, с 29 декабря 2018
- Бэнси, 1 июля 1960 — 1 мая 1998.
- Гирин, 1 октября 1960—2000.
- Гуанчжоу, с 30 сентября 1960.
- Далянь, с 1 октября 1960.
- Цзилинь, 1 октября 1960—2000.
- Ланьчжоу, 1 января 1960 — 6 мая 2008.
- Лоян, с 1 октября 1984.
- Нанкин, 1 августа 1960 — 10 января 1996.
- Наньчан, 1 июля 1971 — 20 июня 2009.
- Пекин, с 26 февраля 1957.
- Сиань, 1 октября 1959 — 14 января 2009.
- Тайюань, с 1 мая 1960.
- Тяньцзинь, 1 июля 1951 — 15 июля 1995.
- Тяньшуй, 10 июля 1958—1961.
- Ухань, с 20 сентября 1958.
- Фучжоу, 28 сентября 1983 — 14 марта 2001.
- Ханчжоу, с 26 апреля 1961.
- Харбин, 31 декабря 1958 — 26 июня 2008.
- Цзинань, с 1 января 1977.
- Циндао, с 21 октября 1960.
- Цицикар, 16 февраля 1959 — 14 марта 2002.
- Чанчунь, 1 июля 1960 — 1 мая 2001.
- Чанчжи[20], с 1985.
- Чаохуа[21], 1997 — 2014[22]
- Чжэнчжоу
  - 1 мая 1979 — 15 января 2010.
  - с 2020
- Чунцин, 24 декабря 1955 — 23 мая 2004.
- Чэнду, 1 января 1962 — 10 января 1996.
- Шанхай, с 15 ноября 1914.
- Шэньян, 1 ноября 1951 — 20 июня 1999.

### КНДР
- Анджу[23], с 1987.
- Вонсан[24], с 8 сентября 1988.
- Канге[25], с 17 апреля 1992.
- Ким-Чхэк[26], c 17 мая 1985.
- Кубонгу[27], 10 июня 1993 — ~2006.
- Манпхо[28], с 2020.
- Нампхо[29], c 1982.
- Онсон[30], 15 января 1996 — ~2004.
- Пхёнсон[31], с 4 августа 1983.
- Пхеньян, с 30 апреля 1962.
- Рёндун[32]
- Санвон[33], с 29 марта 1995.
- Саннонгу[34], 1993 — ~2020.
- Саривон[35]
- Синыйджу[36], с 1977.
- Токчхон[37], 27 апреля 1990 — ~2014.
- Хамхын[38], с 1973. Фактически, междугородняя линия Хамхын—Хыннам.
- Хичхон[39]
- Чончхон[40], ~2009 — 2022
- Чхонджин[41], с 20 октября 1970.

По неподтверждённым сведениям, троллейбусные системы существуют (существовали?) также в городах: 
- Капсан
- Ковон (с июля 1979)
- Кусон
- Кэсон
- Мархун (с 10 апреля 1986)
- Раджин
- Сонним
- Сунчхон[42]
- Унхун[43] (с августа 1988)
- Хесан
- Хэджу

### Малайзия
- Пенанг, 1924 — 31 июля 1961.

### Монголия
- Улан-Батор, с 29 октября 1987.

### Мьянма
- Рангун, 17 августа 1936—1942.

### Непал
- Катманду,
  - 28 декабря 1975 — 19 декабря 2001;
  - сентябрь 2003 — ноябрь 2008.

### Саудовская Аравия
- Эр-Рияд, с 23 апреля 2013[44], на территории кампуса университета короля Сауда.

### Сингапур
- Сингапур, 14 августа 1926 — 16 декабря 1962.

### Таджикистан
- Душанбе, со 2 мая 1955.
- Худжанд,
  - 3 ноября 1970 — 15 мая 2008;
  - 17 августа 2009 — сентябрь 2010.
  - Начиная с ~2006 г. движение постоянно прерывалось из-за перебоев с электроэнергией. Официально о закрытии системы объявлено в апреле 2013 года[45].

### Туркменистан
- Ашхабад, 19 октября 1964 — 1 января 2012.

### Турция[46]
- Анкара, 1947—1981.
- Измир, июль 1954 — сентябрь 1992.
- Малатья, с 11 марта 2015
- Стамбул, 27 мая 1961 — 16 июля 1984.
- Шанлыурфа (строится[47])

### Узбекистан
- Алмалык, 20 декабря 1967 — февраль 2009 (движение закрыто после серьёзной аварии на подстанции)
  - май 2009[источник не указан 3158 дней] (3 дня, после чего произошла вторая серьёзная авария на подстанции)
- Андижан, 29 апреля 1970 — июнь 2002.
- Бухара, 1 декабря 1987 — сентябрь 2005.
- Джизак, 26 августа 1997 — 3 января 2010.
- Наманган, 4 апреля 1973 — 3 января 2010.
  - С 2000 по 2010(?) работала междугородняя линия «Наманган — Туракурган».
- Нукус, 14 декабря 1991 — июль 2007.
- Самарканд, 20 декабря 1957 — июль 2005.
- Ташкент, 6 ноября 1947 — 30 апреля 2010.
- Ургенч, с 20 октября 1997. Фактически действует только междугородняя линия «Ургенч — Хива».
- Фергана,
  - 23 февраля 1971 — сентябрь 1999;
  - март 2002 — июль 2003.
  - С 1979 по 1999(?) действовала междугородняя линия «Фергана — Маргилан».

### Филиппины
- Манила, февраль 1929 — декабрь 1941.

### Шри-Ланка
- Коломбо, 22 июля 1953 — 1 декабря 1964.

### Япония
- Йокогама, 16 июля 1959 — 31 марта 1972.
- Кавасаки, 1 марта 1951 — 30 апреля 1967.
- Киото, 1 апреля 1932 — 30 сентября 1969.
- Куробэ, 1 августа 1964 — 30 ноября 2018.
- Нагоя, 10 мая 1943 — 15 января 1951.
- Осака, 1 сентября 1953 — 14 июня 1970.
- Татеяма, с 23 апреля 1996 (трасса полностью в туннеле).
- Токио, 20 мая 1952 — 29 сентября 1968.
- Хибаригаока, 1 августа 1928 — 31 марта 1932.

## Африка

### Алжир
- Алжир, 1 июля 1934—1974.
- Константина, 1921—1963.
- Оран, 17 мая 1939—1969.

### Египет
- Каир, 1950 — 22 октября 1981.

### Марокко
- Касабланка, 1932 — май 1972.
- Тетуан, апрель 1950 — ноябрь 1975.
- Марракеш, c 29 сентября 2017 года[48][49][50].

### Тунис
- Тунис, октябрь 1954—1970.

### ЮАР
- Блумфонтейн, 16 декабря 1915 — октябрь 1937.
- Боксбурн, 25 марта 1914 — 10 октября 1925.
- Гермистон, 19 августа 1914—1918.
- Дурбан, 24 февраля 1935 — 11 апреля 1964.
- Йоханнесбург, 26 августа 1936 — 28 ноября 1986.
- Кейптаун, 21 декабря 1935 — 28 февраля 1964.
- Претория, 1 июля 1938 — 22 февраля 1972.

## Северная Америка

### Канада
- Ванкувер, с 16 августа 1948.
- Виктория, 19 — 30 ноября 1945.
- Виндзор, 5 мая 1922 — ноябрь 1926.
- Виннипег, 21 ноября 1938 — 30 октября 1970.
- Галифакс, 27 марта 1949 — 31 декабря 1969.
- Гамильтон, 10 декабря 1950 — 31 декабря 1992.
- Калгари, 1 июня 1947 — 8 марта 1975.
- Корнуолл, 8 июня 1949 — 31 мая 1970.
- Китченер, 1 января 1947 — 26 марта 1973.
- Монреаль, 29 марта 1937 — 18 июня 1966.
- Оттава, 15 декабря 1951 — 27 июня 1959.
- Реджина, 4 сентября 1947 — 28 февраля 1966.
- Саскатун, 22 ноября 1948 — 13 мая 1974.
- Тандер-Бей, 15 декабря 1947 — 16 июля 1972.
- Торонто,
  - 18 июня 1922 — 31 августа 1925;
  - 19 июня 1947 — 16 июля 1993.
- Эдмонтон, 24 сентября 1939 — 2 мая 2009.

### США
- Акрон, 12 ноября 1941— 6 июня 1959.
- Атланта, 28 июня 1937 — 27 сентября 1963.
- Балтимор,
  - 1 ноября 1922 — 31 августа 1931;
  - 6 марта 1938 — 21 июня 1959.
- Бирмингем, 30 апреля 1947 — 22 ноября 1958.
- Бостон, 11 апреля 1936 — 30 июня 2023.
- Буффало, 30 декабря 1949 — январь 1950.
- Гонолулу,
  - 1936;
  - 1 января 1938 — 22 июня 1957.
- Гринвилл, 19 августа 1934 — 20 февраля 1956.
- Гринсборо, 15 июля 1934 — 5 июня 1956.
- Даллас, 25 ноября 1945 — 28 июля 1966.
- Дейтон, с 23 апреля 1933.
- Де-Мойн, 9 октября 1938 — 24 января 1964.
- Денвер, 2 июня 1940 — 10 июня 1955.
- Детройт,
  - 1924;
  - 1927;
  - 19 июня 1930 — 11 августа 1937;
  - 15 декабря 1949 — 16 ноября 1962.
- Джонстаун, 20 ноября 1951 — 11 ноября 1967.
- Дулут, 15 октября 1931 — 15 мая 1957.
- Индианаполис, 4 декабря 1932 — 10 мая 1957.
- Канзас-Сити, 29 мая 1938 — 4 января 1959.
- Кеноша, 15 февраля 1932 — 1 марта 1952.
- Кливленд, 1 марта 1936 — 14 июня 1963.
- Ковингтон, 11 сентября 1937 — 12 марта 1958.
- Колумбус, 3 декабря 1933 — 30 мая 1965.
- Кохос, 2 ноября 1924 — 12 декабря 1937.
- Кэмден, 1 сентября 1935 — 1 июня 1947.
- Литл-Рок, 26 декабря 1947 — 1 марта 1956.
- Лос-Анджелес,
  - 11 сентября 1910—1915;
  - 3 августа 1947 — 30 марта 1963.
- Луисвиль, 27 декабря 1936 — 7 мая 1951.
- Мемфис, 8 ноября 1931 — 22 апреля 1960.
- Мерилл, январь 1913 — декабрь 1913.
- Милуоки, 8 ноября 1936 — 20 июня 1965.
- Миннеаполис, 5 мая 1922 — 22 мая 1923.
- Новый Орлеан, 2 декабря 1929 — 26 марта 1967.
- Ноксвиль, 28 апреля 1930 — 1 июля 1945.
- Норфолк,
  - 1921;
  - 1923.
- Нью-Йорк,
  - 8 октября 1921 — 16 октября 1927;
  - 23 июля 1930 — 26 июля 1960.
- Нью-Хейвен, 1903.
- Ньюарк, 15 сентября 1935 — 10 ноября 1948.
- Пеория, 13 ноября 1931 — 3 октября 1946.
- Петерсбург, 19 июня 1923 — 31 декабря 1926.
- Питсбург,
  - 28 сентября 1936 — 11 октября 1936;
  - 1949.
- Портленд,
  - май 1935 — октябрь 1935;
  - 30 августа 1936 — 23 октября 1958.
- Портсмут, 1923.
- Потакет, 18 октября 1931 — 30 мая 1953.
- Провиденс, 22 июня 1935 — 24 июня 1955.
- Ричмонд, 1921.
- Рокфорд, 10 декабря 1930 — 6 июня 1947.
- Рочестер, 1 ноября 1923 — 22 марта 1932.
- Сент-Джозеф, 1 августа 1932 — 22 ноября 1966.
- Сан-Франциско, с 6 октября 1935.
- Сиэтл,
  - 27 февраля 1937 — 9 марта 1937;
  - 28 апреля 1940 — 20 января 1978;
  - с 14 сентября 1979.
- Скрентон, 1903.
- Солт-Лейк-Сити, 9 сентября 1928 — сентябрь 1946.
- Толедо, 1 февраля 1935 — 28 мая 1952.
- Топека, 27 марта 1932 — 30 июня 1940.
- Уилкс-Барре, 15 декабря 1939 — 16 октября 1958.
- Уилмингтон, 24 сентября 1939 — 6 декабря 1957.
- Филадельфия,
  - 1921;
  - 14 октября 1923 — 30 июня 2003;
  - с 14 апреля 2008.
- Фитчбург, 10 мая 1932 — 30 июня 1946.
- Флинт, 6 декабря 1936 — 26 марта 1956.
- Форт-Вейн, 7 июля 1940 — 12 июня 1960.
- Фэйрхэвен, 16 октября 1915 — 1 декабря 1915.
- Цинциннати, 1 декабря 1936 — 18 июня 1965.
- Чикаго, 17 апреля 1930 — 25 марта 1973.
- Шревенпорт, 15 декабря 1931 — 26 мая 1965.
- Янгстаун, 11 ноября 1936 — 10 июня 1959.

## ЮжнаяиЦентральная Америка

### Аргентина
- Буэнос-Айрес, 4 июня 1948 — 30 апреля 1966.
- Кордова, с 7 мая 1989.
- Ла-Плата, декабрь 1954 — 12 декабря 1966.
- Мар-дель-Плата, 1956—1963.
- Мендоса,
  - 16 октября 1913—1915;
  - 14 февраля 1958 — 4 мая 2017[51].
- Росарио,
  - 24 мая 1959 — 31 декабря 1992;
  - с 25 января 1994.
- Сан-Мигель-де-Тукуман, 23 июля 1955 — 28 мая 1962.

### Бразилия
- Араракара, 27 декабря 1959 — 20 ноября 2000.
- Белу-Оризонти, 30 мая 1953 — 22 января 1969.
- Кампус, 29 июня 1958 — 12 июня 1967.
- Нитерой, 21 ноября 1953 — 10 ноября 1967.
- Порту-Алегри, 7 декабря 1963 — 19 мая 1969.
- Ресифи, 15 июня 1960 — 24 сентября 2001.
- Рибейран-Прету, 24 июля 1982 — 2 июля 1999.
- Риу-Клару, 9 мая 1986 — июль 1993.
- Рио-де-Жанейро, 3 сентября 1962 — апрель 1971.
- Салвадор, 15 ноября 1959 — июнь 1968.
- Сантус,
  - 12 августа 1963 — март 2016[52];
  - с 7 августа 2017[53].
- Сан-Паулу, с 22 апреля 1949.
- Форталеза, 25 января 1967 — февраль 1972.

### Венесуэла
- Баркисимето, 23 ноября 2012 — начало 2013.
- Валенсия, 1941—1947.
- Каракас, июль 1937—1945.
- Мерида, 26 ноября 2006 года — июнь 2016[54]

### Гайана
- Джорджтаун, 1924—1961.

### Колумбия
- Медельин,
  - 12 октября 1929—1951;
  - 20 ноября 2011 — конец 2013, экспериментальная линия на территории университета.
- Богота, 12 апреля 1948 — 15 августа 1991.

### Куба
- Гавана, 8 сентября 1949—1954.

### Мексика
- Гвадалахара, с 15 декабря 1976.
- Мехико, с 9 марта 1951.

### Перу
- Лима, июль 1928 — 13 июня 1931.

### Тринидад и Тобаго
- Порт-оф-Спейн, 1 октября 1941 — 31 декабря 1956.

### Уругвай
- Монтевидео, 28 марта 1951 — 26 января 1992.

### Чили
- Вальпараисо,
  - 31 декабря 1952 — 30 ноября 1981;
  - с 26 апреля 1982.
- Сантьяго,
  - 1940;
  - 31 октября 1947 — ноябрь 1978;
  - 24 декабря 1991 — 9 июля 1994.

### Эквадор
- Кито, с 18 декабря 1995.

## АвстралияиОкеания

### Австралия
- Аделаида,
  - 2 марта 1932 — 11 августа 1934;
  - 5 сентября 1937 — 12 июля 1963.
- Брисбен, 12 августа 1951 — 13 марта 1969.
- Лонсестон, 24 декабря 1951 — 26 июля 1968.
- Перт, 1 октября 1933 — 29 августа 1969.
- Сидней, 23 января 1934 — 31 августа 1959.
- Хобарт, 29 октября 1935 — 24 ноября 1968.

### Новая Зеландия
- Веллингтон,
  - 29 сентября 1924 — май 1932;
  - с 20 июня 1949 — 31 октября 2017.
- Данидин, 24 декабря 1950 — 31 марта 1982.
- Крайстчерч, 5 июля 1931 — 8 ноября 1956.
- Нью-Плимут, 30 октября 1950 — 7 октября 1967.
- Окленд, 19 декабря 1938 — 26 сентября 1980.